# Tomasz Wróblewski (inżynier)
Tomasz Wróblewski (ur. 24 lipca 1977 w Kaliszu Pomorskim) – polski inżynier, doktor habilitowany nauk technicznych, specjalista w dziedzinie konstrukcji budowlanych. Kierownik Katedry Teorii Konstrukcji Wydziału Budownictwa i Inżynierii Środowiska Zachodniopomorskiego Uniwersytetu Technologicznego w Szczecinie

## Życiorys
W 2000 roku rozpoczął pracę w Katedrze Teorii Konstrukcji Politechniki Szczecińskiej, gdzie pracował jako asystent stażysta. W 2001 roku uzyskał tytuł magistra inżyniera na Wydziale Budownictwa i Architektury na podstawie pracy pt. Analiza statyczno-wytrzymałościowa ustroju nośnego wieloprzęsłowego sprężonego wiaduktu zespolonego. Od 2001 do 2005 roku studiował na Wydziale Mechanicznym PS. 29 czerwca 2006 roku obronił doktorat na tej samej uczelni na podstawie pracy dyplomowej zatytułowanej Ocena właściwości dynamicznych belek zespolonych. Został sekretarzem Polskiego Związku Inżynierów i Techników Budownictwa. W 2016 roku został kierownikiem Zakładu Teorii Konstrukcji. 30 marca 2020 roku habilitował się na podstawie dorobku naukowego oraz pracy dyplomowej pt. Zastosowanie metody sztywnych elementów skończonych do oceny charakterystyk dynamicznych płytowo-belkowych układów konstrukcyjnych. Po zmianach strukturalnych na uczelni, został kierownikiem Katedry Teorii Konstrukcji ZUT.